# Matsumae
Matsumae (jap. 松前町 Matsumae-chō) – miasto w Japonii, w prefekturze Hokkaido, w podprefekturze Oshima. Według danych na rok 2020 miejscowość zamieszkiwało 6 260 mieszkańców , a gęstość zaludnienia wyniosła 21,3 os./km².